# Xperia Z4 (SoftBank)
SoftBankブランドにおけるXperia Z4（エクスペリア ゼットフォー）は、ソニーモバイルコミュニケーションズによって開発された、ソフトバンクの第3.9世代移動通信システム、Hybrid 4G LTE（SoftBank 4G／SoftBank 4G LTE）端末である。SoftBank スマートフォンシリーズのひとつ。OSはAndroid 5.0を搭載している。モデル番号は402SO。

## 概要
Xperia Z3の後継機種で、ソフトバンクのXperiaシリーズとしては第2弾となる。
基本的な性能は先に他のキャリアで発売されたモデルとほぼ同等だが、こちらはキャリアロゴの印刷が一切行われていない。さらにプリインストールアプリも3キャリアで発売されているXperia Z4の中では一番少なくなっている。
キャッチコピーは「先を行く使い心地　ソニーの技術を結集したスマホ最高級カメラ」。

## その他機能
| 主な対応サービス       | 主な対応サービス   | 主な対応サービス             | 主な対応サービス                                             |
| ---------------------- | ------------------ | ---------------------------- | ------------------------------------------------------------ |
| タッチパネル           | FHD液晶 5.2インチ  | フルブラウザ                 | Hybrid 4G LTE (SoftBank 4G／SoftBank 4G LTE) /VoLTE/HD Voice |
| バッテリー容量 2930mAh | テザリング         | Wi-Fi                        | GPS                                                          |
| 2070万画素カメラ       | ワンセグ／フルセグ | デジタルオーディオプレーヤー | おサイフケータイ／NFC                                        |
| Bluetooth              | 赤外線通信         | 緊急速報メール               | 防水／防塵                                                   |

## 歴史
- 2015年4月20日 - ソニーモバイルコミュニケーションズより先行発表[4]。
- 2015年5月19日 - ソフトバンクモバイルより公式発表。